# Roade
Roade är en ort och civil parish i Storbritannien.   Den ligger i grevskapet Northamptonshire i riksdelen England, i den södra delen av landet, 90 km nordväst om huvudstaden London. Roade ligger 114 meter över havet och antalet invånare är 2 304.
Terrängen runt Roade är platt. Runt Roade är det ganska tätbefolkat, med 207 invånare per kvadratkilometer. Närmaste större samhälle är Northampton, 10,2 km norr om Roade. Trakten runt Roade består till största delen av jordbruksmark.